# کوتیانا
کوتیانا (به انگلیسی: Kutiyana) یک منطقهٔ مسکونی در هند است که در Kutiyana Taluka واقع شده‌است. کوتیانا ۱۷٬۱۰۸ نفر جمعیت دارد و ۳۰ متر بالاتر از سطح دریا واقع شده‌است.